# Саркисов, Артур Сергеевич
Арту́р Серге́евич Сарки́сов (арм. Արթուր Սերգեյի Սարկիսով; род. 19 января 1987, Грозный, СССР) — российский и армянский футболист, нападающий.

## Карьера

### Клубная
Футболом начинал заниматься в 12 лет в футбольной школе «Строгино». В одном из товарищеских матчей с «Реутовом» оформил хет-трик, после чего руководство подмосковного клуба предложило ему подписать с ними контракт. В 2008 году из-за проблем с финансированием «Реутов» был расформирован, а Саркисов перешёл в «Локомотив-2». На протяжении двух сезонов он становился лучшим бомбардиром команды, а по итогам сезона 2010 года профессиональной футбольной лигой был назван лучшим нападающим зоны «Запад» и стал её лучшим бомбардиром, забив 21 мяч. Яркая игра Саркисова в «Локомотиве-2» не осталась без внимания руководителей первой команды, и 9 декабря 2010 года Артур подписал контракт с «Локомотивом» на 1,5 года. В марте был отдан в аренду в «Шинник».
23 июля 2012 года на правах аренды перешёл в «Волгу» из Нижнего Новгорода.
18 июня 2013 года подписал контракт с «Уралом». В августе 2013 года Саркисов признавался лучшим футболистом месяца ФК «Урал» по версии болельщиков.
11 февраля 2014 года вернулся в нижегородскую «Волгу».
10 января 2017 года подписал контракт с ФК «Енисей» сроком до мая 2018 года. В августе 2020 года покинул «Енисей» по собственному желанию.
11 августа 2020 года перешёл в «Олимп-Долгопрудный». Сезон 2021/22 провёл в «Кубани».
В начале сезона 2022/2023 стал игроком воссозданного клуба «Космос» из города Долгопрудный. Провел за клуб в первой половине сезона 18 матче и забил 4 мяча. Перед заключительным матчем первой части сезона официально объявил об окончании игровой карьеры.

### В сборной
10 августа 2011 года дебютировал в сборной Армении. Первый мяч за национальную сборную забил 6 сентября Словакии.
| №  | Дата             | Оппонент  | Счёт | Голы | Соревнование            |
| 1  | 10 августа 2011  | Литва     | 0:3  | —    | Товарищеский матч       |
| 2  | 2 сентября 2011  | Андорра   | 3:0  | —    | Отборочный матч ЧЕ-2012 |
| 3  | 6 сентября 2011  | Словакия  | 4:0  | 1    | Отборочный матч ЧЕ-2012 |
| 4  | 7 октября 2011   | Македония | 4:1  | 1    | Отборочный матч ЧЕ-2012 |
| 5  | 11 октября 2011  | Ирландия  | 1:2  | —    | Отборочный матч ЧЕ-2012 |
| 6  | 28 февраля 2012  | Сербия    | 0:2  | —    | Товарищеский матч       |
| 7  | 29 февраля 2012  | Канада    | 3:1  | —    | Товарищеский матч       |
| 8  | 31 мая 2012      | Греция    | 0:1  | —    | Товарищеский матч       |
| 9  | 5 июня 2012      | Казахстан | 3:0  | —    | Товарищеский матч       |
| 10 | 15 августа 2012  | Беларусь  | 1:2  | —    | Товарищеский матч       |
| 11 | 7 сентября 2012  | Мальта    | 1:0  | 1    | Отборочный матч ЧМ-2014 |
| 12 | 11 сентября 2012 | Болгария  | 0:1  | —    | Отборочный матч ЧМ-2014 |
| 13 | 12 октября 2012  | Италия    | 1:3  | —    | Отборочный матч ЧМ-2014 |

Итого: 35 матчей / 5 голов
(откорректировано по состоянию на 28 декабря 2016 года)

## Достижения
«Локомотив-2»
- Лучший бомбардир зоны «Запад» Второго дивизиона: 2010 (21 мяч)

## Личная жизнь
До футбола вместе с братом занимался лёгкой атлетикой, специализируясь на беге на короткие дистанции.
Жена Ольга. Имеет двух сыновей — Артёма (род. 15 апреля 2011 года) и Романа (род. 30 июня 2014 года).